# Zenonina albocaudata
Zenonina albocaudata là một loài nhện trong họ Lycosidae.
Loài này thuộc chi Zenonina. Zenonina albocaudata được George Newbold Lawrence miêu tả năm 1952.